# Alexandre de Dompierre d'Hornoy
Pour les articles homonymes, voir Dompierre d'Hornoy.
Alexandre Marie Gaston de Dompierre d'Hornoy est un homme politique français né le 31 octobre 1812 à Hornoy (Somme) et décédé le 11 août 1873 à Hornoy. 
Fils de Charles François de Dompierre d'Hornoy, frère de Charles de Dompierre d'Hornoy, il succède à son père comme conseiller général. Il est député de la Somme de 1849 à 1851, siégeant à droite avec les monarchistes.

## Sources
- « Alexandre de Dompierre d'Hornoy », dans Adolphe Robert et Gaston Cougny, Dictionnaire des parlementaires français, Edgar Bourloton, 1889-1891 [détail de l’édition]